# Pozezdrze (gemeente)
De gemeente Pozezdrze is een landgemeente in het Poolse woiwodschap Ermland-Mazurië, in powiat Węgorzewski.
De zetel van de gemeente is in Pozezdrze.
Op 30 juni 2004 telde de gemeente 3575 inwoners.

## Oppervlakte gegevens
In 2002 bedroeg de totale oppervlakte van gemeente Pozezdrze 177,3 km², waarvan:
- agrarisch gebied: 48%
- bossen: 27%

De gemeente beslaat 25,57% van de totale oppervlakte van de powiat.

## Demografie
Stand op 30 juni 2004:
| Omschrijving                   | Totaal | Totaal | Vrouwen | Vrouwen | Mannen | Mannen |
| ------------------------------ | ------ | ------ | ------- | ------- | ------ | ------ |
| eenheid                        | aantal | %      | aantal  | %       | aantal | %      |
| inwoners                       | 3575   | 100    | 1797    | 50,3    | 1778   | 49,7   |
| bevolkingsdichtheid (inw./km²) | 20,2   | 20,2   | 10,1    | 10,1    | 10     | 10     |

In 2002 bedroeg het gemiddelde inkomen per inwoner 1610,87 zł.

## Administratieve plaatsen (sołectwo)
Gębałka, Harsz, Jakunówko, Kolonia Pozezdrze, Krzywińskie, Kuty, Pieczarki, Piłaki Wielkie, Pozezdrze, Przerwanki, Przytuły, Radziszewo, Stręgielek, Wyłudy.
Zonder de status sołectwo : Okowizna, Dziaduszyn.

## Aangrenzende gemeenten
Banie Mazurskie, Budry, Giżycko, Kruklanki, Węgorzewo